# Zahraniční vztahy Abcházie

Zahraniční vztahy Abcházie
Abcházie
uznání abchazské nezávislosti a navázání diplomatických styků
uznání abchazské nezávislosti

Zahraniční vztahy Abcházie představují především zahraniční vztahy částečně mezinárodně uznané Republiky Abcházie. Území Abcházie si nárokuje jako své Gruzie, jež ji de iure považuje jako svou součást – Autonomní republika Abcházie.
Abcházie získala dílčí nezávislost na Gruzii během rozpadu Sovětského svazu, ale do války v Jižní Osetii v roce 2008 nezískala uznání ze strany žádného členského státu OSN. Status Abcházie je sporný, Gruzie a většina mezinárodního společenství považuje Abcházii za součást Gruzie.

## Diplomatické styky

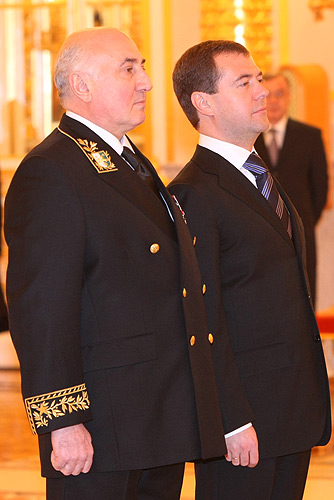
Předávání pověřovacích listin, abchazský velvyslanec Igor Achba a ruský prezident Dimitrij Medveděv

Abcházie, uznaná jen sedmi státy, navázala diplomatické styky se sedmi z nich. První navázala diplomatické styky s Abcházií Jižní Osetie, posledním státem, který tak učinil je Tuvalu. Nadstandardní diplomatické vztahy na úrovni velvyslanectví udržuje Abcházie s Ruskem, Venezuelou a Jižní Osetií.
| Stát         | Navázání diplomatických styků | Poznámky |
| ------------ | ----------------------------- | --- |
| Jižní Osetie | 26. září 2007                 | Velvyslanec Jižní Osetie v Abcházii předal svoje pověřovací listiny abchazskému prezidentovi Sergeji Bagapšovi 26. září 2007. Velvyslanectví Jižní Osetie v Abcházii bylo otevřeno 15. dubna 2008. Velvyslanec Abcházie v Jižní Osetii Nodar Pliev předal svoje pověřovací listiny jihoosetinskému prezidentovi Eduardu Kokojtymu 10. prosince 2010. |
| Nauru        | 15. prosince 2009             | |
| Nikaragua    | 10. září 2009                 | Velvyslanec Nikaraguy v Abcházii Luis Alberto Molina Cuadra sídlí v Moskvě. "Formální náležitosti procesu otevření diplomatické mise Abcházie v Managuy byly dokončeny" řekl v červnu 2010 Samuel Santos, ministr zahraničí Nikaraguy. |
| Rusko        | 9. září 2008                  | Velvyslanec Semjon Grigorijev předal svoje pověřovací listiny abchazskému prezidentovi Sergeji Bagapšovi 16. prosince 2008. Velvyslanectví Ruska v Abcházii bylo otevřeno 1. května 2009. Velvyslanectví Abcházie v Rusku bylo otevřeno 18. května 2010.                                                                                             |
| Sýrie        | 29. května 2018               | |
| Venezuela    | 12. července 2010             | Velvyslanec Venezuely Hugo José García Hernández předal pověřovací listiny abchazskému prezidentovi Sergeji Bagapšovi 12. července 2010. Velvyslanec Venezuely v Abcházii sídlí v Moskvě. Velvyslanectví Abcházie ve Venezuele bylo otevřeno 12. července 2010.                                                                                      |

## Zastupitelské úřady

Zastupitelské úřady Abcházie
Abcházie
státy s abchazským velvyslanectvím
státy s abchazskou nediplomatickou misí

Abchazská velvyslanectví jsou v Rusku a ve Venezuele, v abchazském Suchumi byla otevřena velvyslanectví Jižní Osetie a Ruska. Abcházie otevřela neoficiální zastupitelské mise v Německu, Řecku, Itálii, Turecku, Sýrii a dalších státech.

### Zastupitelské úřady v Abcházii

#### Velvyslanectví
- Jižní Osetie (v Suchumi) – mimořádný a zplnomocněný velvyslanec Robert Kokojty
- Rusko (v Suchumi) – mimořádný a zplnomocněný velvyslanec Semjon Grigorijev

#### Akreditovaná velvyslanectví
- Nikaragua (v Moskvě) – mimořádný a zplnomocněný velvyslanec Luis Alberto Molina Cuadra
- Venezuela (v Moskvě) – mimořádný a zplnomocněný velvyslanec Hugo José García Hernández

#### Nediplomatické zastupitelské úřady
- Podněstersko (v Suchumi) – zplnomocněný představitel Garri Kupalba

### Zastupitelské úřady Abcházie
Zde je seznam všech ambasád a zastupitelských úřadů Republiky Abcházie.

#### Velvyslanectví
- Jižní Osetie – mimořádný a zplnomocněný velvyslanec Alan Elbakijev
- Rusko (v Moskvě) – mimořádný a zplnomocněný velvyslanec Igor Achba
- Sýrie (v Damašku) – mimořádný a zplnomocněný velvyslanec Šaraf Aldin Abaza
- Venezuela (v Caracasu) – mimořádný a zplnomocněný velvyslanec Zaur Gvadžava

#### Velvyslanec se zvláštním posláním
- velvyslanec se zvláštním posláním (Ambassador at Large)) Vito Grittani

#### Honorární konzuláty
- Rusko (v Rostově na Donu) – Adik Dinvar-ipa Aršba
- Rusko (v Nižním Novgorodě) – V.I. Litvinčuk
- Čína (v Pekingu) – Žili Ge
- Spojené království – George Hewitt

#### Nediplomatické zastupitelské úřady
- Bulharsko (v Sofii) – zplnomocněný představitel Omer Mersan-Maršan
- Itálie – zplnomocněný představitel Cecilia Cicba
- Jordánsko – zplnomocněný představitel Dr. Ašraf Čkua Abaza
- Německo – zplnomocněná představitelka Chibla Amičbová
- Podněstří (v Tiraspolu) – zplnomocněný představitel Alexandr Vataman
- Rakousko – zplnomocněný představitel Ufuk Bediz
- Řecko (v Athénách) – zplnomocněný představitel Georgij Michailovič Zilfov
- Tunisko – zplnomocněná představitel Barkaui Othman
- Turecko – zplnomocněný představitel Vadim Charazia

## Konzulární a obchodní styky

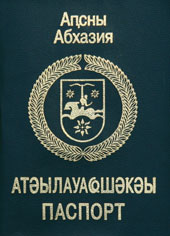
Cestovní pas Abcházie

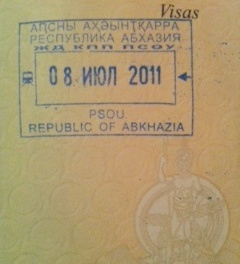
Abchazské vstupní razítko ve vanuatském pase

Na území Abcházie byl otevřen pouze ruský konzulát v Gagře. Konzulární sekce existuje při ruském velvyslanectví v Suchumi. Abcházie jinak spadá do konzulárních obvodů konzulů sídlících mimo Abcházii.
Jedinou obchodní misi v Abcházii otevřelo v Suchumi Rusko.
Abcházie v zahraničí neotevřela žádný samostatný konzulát. Konzulární pobočku má velvyslanectví v Moskvě, konzulární (vízové) sekce existují při abchazské misi v Řecku (v Athénách a v Soluni).
V Británii a v Číně působí honorární konzulové Abchazské republiky. Honorárním konzulem v Británii je Prof.George Hewitt,MA,Ph.D.,FBA. Tento profesor kavkazských jazyků na Škole orientálních a afrických studií Londýnské univerzity je významným britským advokátem abchazské nezávislosti.
Abcházie otevřela svoji první obchodní misi v Moskvě.

### Víza
Svoboda cestování abchazských občanů do zahraničí je značně omezena. Problematické je cestování do mnoha států světa jak s abchazským pasem, tak i s ruským pasem v případech dvojího občanství. Několik států
běžně odmítá vydávat Abcházcům víza.
- V říjnu 2006 americké velvyslanectví odepřelo vízum ministrovi zahraničních věcí Abcházie Sergeji Šambovi, který se zúčastnil diskuse v Radě bezpečnosti OSN v New Yorku o misi UNOMIG.[20]

- V únoru 2009 indické velvyslanectví odepřelo víza dvěma pracovnicím Ministerstva zahraničních věcí Abcházie, které byly pozvány univerzitou Jawaharlal Nehru na mezinárodní konferenci. Ministr zahraničí Abcházie Sergej Šamba to v dopise svému indickému protějšku označil za velmi nepřátelskou politiku a protestoval proti ní.[21]

- V březnu 2009 španělské velvyslanectví odepřelo víza členům abchazské futsalové reprezentace, kteří cestovali na Pohár národů do Barcelony.[22]

- V květnu 2009 německé velvyslanectví v Rusku zpočátku odepřelo vízum pro nemocného 16letého abchazského chlapce, který byl podroben komplikované operaci na klinice v Mnichově. Ministr zahraničí Abcházie Sergej Šamba řekl, že taková opatření nejsou v souladu s univerzálními humanitárními principy a jsou přímým porušením práv abchazských obyvatel.[23]

- V červenci 2009 německé velvyslanectví odepřelo víza abchazským účastníkům mládežnického Mírového kempu, pořádanému Radou Evropy. Mírový kemp pořádá Rada Evropy každoročně v rámci evropské kampaně "Všichni jsou různí-všichni jsou rovnoprávní". Kemp se zaměřuje na mládež z konfliktních oblastí, na odstranění stereotypů a předsudků, na vytvoření vzájemné důvěry. Kempu se 7.-12. července 2009 účastnili mladí lidé například z Kypru a ze Severního Kypru, z Gruzie, ale nikoliv z Abcházie.[24]

- V červenci 2011 lotyšské velvyslanectví odepřelo víza členům skupiny Sáně z Abcházie, cestujícím do lotyšské Jurmaly na soutěžní, hudebně-zábavní festival. Skupina je opakovaným vítězem této soutěže v Jurmale, její členové měli v pasech lotyšská víza z minulých let a víza z jiných států světa. Abchazský ministr zahraničních věcí Maxim Gvindžija se dne 29. července 2011 setkal se členy této skupiny a prohlásil: "Je těžké najít racionální vysvětlení pro trvalé nepřátelství Lotyšska. Odmítnutí víz pro náš tým je záměrným omezením kulturní spolupráce a je zcela v rozporu se strategií EU Angažmá bez uznání".[25]

Občané Abcházie nepotřebují při cestách do zahraničí víza ke vstupu do Ruska, Nikaraguy, Vanuatu, Jižní Osetie a Podněsterska.
Do Abcházie mohou vstupovat bez víz na základě příslušných mezistátních smluv o vzájemném bezvízovém styku občané Ruska, Nikaraguy, Vanuatu, Jižní Osetie a Podněsterska. Vedle toho též občané dalších států na základě jednostranného abchazského rozhodnutí, a to občané Venezuely, Nauru a členských států SNS.

## Vztahy se státy světa
Abcházie rozvíjí mezistátní styky na oficiální úrovni se státy, které uznaly její nezávislost, především s Ruskem, Venezuelou a Nikaraguou. Rusko je pro Abcházii klíčový partner, Venezuela je pro Abcházii branou do Latinské Ameriky. Abcházie také začíná navazovat styky se státy Tichomoří. Silně se rozvíjejí vztahy s Jižní Osetií, která se nachází v obdobném mezinárodněpolitickém postavení. Abcházie současně udržuje neoficiální styky s dalšími státy světa, především z Latinské Ameriky a z Blízkého východu. Abcházie se snaží rozvíjet vztahy se sousedním Tureckem, kde žije významná abchazská diaspora. Dne 25. února 2022, den po zahájení vojenské operace Ruska na Ukrajině, uznala Abcházie nezávislost Doněcké a Luhanské lidové republiky.
| Stát                   | Informace |
| ---------------------- | --- |
| Bělorusko              | - Bělorusko Abcházii dosud neuznalo. Delegace běloruských poslanců navštívila Abcházii v závěru roku 2009 a studovala situaci ohledně případného uznání. - V červnu 2011 prezident Běloruska Alexandr Lukašenko vyjádřil svou soustrast obyvatelům Abcházie se smrtí prezidenta Abcházie Sergeje Bagapše: "Bělorusko přijalo s hlubokým zármutkem zprávu o předčasném úmrtí hlavy Abcházie Sergeje Bagapše, kterého jsme znali a vnímali silně jako respektovaného politika, a talentovaného vůdce. Jménem lidu Běloruské republiky a já osobně bych chtěl vyjádřil svou upřímnou soustrast nad touto nenahraditelnou ztrátou". |
| Dominikánská republika | - Dominikánská republika dosud Abcházii neuznala. Přesto dochází ke kontaktům a rozvoji vztahů mezi oběma státy. - V prosinci 2010 přicestovali do Abcházie dominikánští poslanci Francisco Matos a Ramon Fernandez, kde se setkali s představiteli Abcházie, včetně předsedy vlády Sergeje Šamby, ministra zahraničí Maxima Gvinjii a předsedy parlamentu Nugzara Ashuby. Dominikánští politici vyjádřili svou podporu pro vytvoření přátelských vazeb s Abcházií, a pozvali své protějšky k návštěvě své země pro zavedení meziparlamentních vztahů. V květnu 2011 vykonal oficiální návštěvu Abcházie vicepremiér Dominikánské republiky José Miguel Abreu, který se setkal s nejvyššími představiteli abchazského státu. V červnu 2011 velvyslanectví Dominikánské republiky v Ruské federaci vyjádřilo soustrast obyvatelům Abcházie nad smrtí prezidenta Sergeje Bagapše. V telegramu zaslaném na abchazské velvyslanectví "vyjadřuje hlubokou soustrast vládě a lidu Abcházie, stejně jako rodině s předčasnou smrtí Sergeje Bagapše, prezidenta Abchazské republiky". |
| Jižní Osetie           | - Jižní Osetie je prvním státem světa, který uznal nezávislost Abcházie a který s ní navázal diplomatické styky. Oba státy spolu úzce spolupracují. |
| Náhorní Karabach       | - Náhorní Karabach a Abcházie se vzájemně de facto uznávají. - V prosinci 2009 prezident Náhorního Karabachu Bako Sahakyan zaslal blahopřání Sergeji Bagapšovi k vítězství "v prvních prezidentských volbách v mezinárodně uznané Abcházii". V únoru 2010 se Bako Sahakyan zúčastnil inaugurace abchazského prezidenta. V srpnu 2011 Bako Sahakyan zaslal blahopřání Alexandru Ankvabovi k vítězství v prezidentských volbách v Abcházii: "Jménem lidu Náhorního Karabachu i svým Vám blahopřeji k vítězství. Věřím, že za Vašeho prezidentování se nejen podaří ve vztazích mezi našimi zeměmi udržet pozitivní trendy, ale že přejdou na novou úroveň". |
| Nauru                  | - Nauru je čtvrtým členským státem OSN, který uznal nezávislost Abcházie. - Nauru vyslalo své oficiální zástupce jako pozorovatele na prezidentské volby v Abcházii, konané v srpnu 2011. |
| Nikaragua              | - Nikaragua je druhým členským státem OSN, který uznal nezávislost Abcházie. Patří k nejsilnějším zastáncům abchazské nezávislosti. - Oba státy podepsaly řadu mezistátních smluv, mj. smlouvu o přátelství a spolupráci, smlouvu o obchodní a hospodářské spolupráci, dohodu o vzájemném bezvízovém styku, rámcovou dohodu o obchodním loďstvu a rámcovou dohodu o letecké komunikaci. - V červenci 2010 abchazský prezident Sergej Bagapš oficiálně navštívil Nikaraguu. |
| Podněstersko           | - Podněstersko je spolu s Jižní Osetií prvním státem světa, který uznal nezávislost Abcházie. Diplomatické styky dosud nebyly navázány, ale oba státy spolu úzce spolupracují. |
| Rusko                  | - Rusko je prvním členským státem OSN, který uznal nezávislost Abcházie. Je klíčovým strategickým partnerem Abcházie a zastáncem její nezávislosti. - Oba státy podepsaly řadu mezistátních smluv, mj. smlouvu o přátelství, spolupráci a vzájemné pomoci, smlouvu o společném úsilí v oblasti ochrany státních hranic Abcházie, smlouvu o spolupráci ve vojenské oblasti, smlouvu o společných ruských základnách na území Abcházie. Dále podepsaly řadu mezivládních dohod, mj. dohodu o vzájemném bezvízovém styku, dohodu o vzájemném vytváření obchodních misí, smlouvu o podpoře a vzájemné ochraně investic, dohodu o spolupráci v oblasti obchodu, hospodářské, vědecké, technické, humanitární a kulturní oblasti, dohodu o spolupráci v boji proti trestné činnosti, smlouvu o spolupráci v oblasti letecké dopravy a smlouvu o spolupráci v oblasti námořní dopravy. - V únoru 2010 abchazský prezident Sergej Bagapš poprvé oficiálně navštívil Rusko, kde se setkal s ruským prezidentem a s předsedou ruské vlády. V říjnu 2011 oficiálně navštívil Rusko abchazský prezident Alexandr Ankvab. |
| San Marino             | - San Marino Abcházii neuznává. Přesto dochází k rozvoji vztahů mezi oběma státy. - V červenci 2011 se v San Marinu uskutečnila výstava obrazů ministra kultury Abcházie, umělce Nugzara Loguy. Výstavu zahájil ministr kultury San Marina Faust Morganti. Nugzar Logua a ministr zahraničních věcí Abcházie Maxim Gvindžija byly v té době v San Marinu. "Nečekal jsem takovou pozornost, ale výstava vzbudila velký zájem u obyvatel San Marina, v televizi a tisku. Naše návštěva byla široce prezentována" řekl ministr kultury Nugzar Logua. Podle něj proběhlo pět setkání na různých úrovních členů vlády, poslanců a zástupců veřejnosti. "Na setkáních bylo záměrem vytvořit kulturní a hospodářské vztahy" dodal ministr. - V srpnu 2011 se pozorovatelé ze San Marina účastnili monitorování prezidentských voleb v Abcházii. V prosinci 2011 obdržel předseda vlády Abcházie Leonid Lakerbaja blahopřání ke jmenování do funkce od sanmarinské hlavy státu, kapitána-regenta Gabriele Gattiho. Gabriele Gatti také vyjádřil naději na vznik a rozvoj budoucích vztahů v ekonomické a obchodní oblasti. |
| Turecko                | - Turecko Abcházii neuznává. Přesto dochází ke kontaktům a rozvoji vztahů mezi oběma státy. V diaspoře v Turecku žije několikanásobně více Abcházců než v Abcházii, vztahy s Tureckem a s diasporou mají pro Abcházii zásadní význam. - V červenci 2009 ministr zahraničních věcí Abcházie Sergej Šamba uvedl, že abchazská vláda má určité styky s tureckou vládou, a že probíhají jednání o obnovení letecké a námořní dopravy. - V dubnu 2011 byl prezident Abcházie Sergej Bagapš na čtyřdenní návštěvě v Turecku. Součástí delegace byli i ministr zahraničních věcí Maxim Gvinjia, ministr hospodářství, předseda Národní banky, předseda Státního výboru pro repatriaci, předseda Svazu podnikatelů Abcházie, ale též Denis Tsarguš, sportovec a dvojnásobný mistr světa, a mnoho dalších. Proběhla řada obchodních jednání s tureckými investory. Hlavní část cesty proběhla v Istanbulu a dalších oblastech s velkou koncentrací abchazské a čerkeské diaspory. Sergej Bagapš vyjádřil svou vděčnost Turecku, které se stalo druhým domovem pro velkou část rozděleného abchazského národa. Sergej Bagapš obdržel pozvání k návštěvě od Federace abchazských asociací (ABHAZFED) a Federace kavkazských asociací (KAFFED). Abchazská delegace hledala cesty, jak rozvíjet vztahy s Tureckem, zajistit stabilitu a bezpečnost v regionu, vytvořit ekonomické spojení a rozvíjet vztahy s diasporou.                             |
| Tuvalu                 | - Tuvalu je šestým členským státem OSN, který uznal nezávislost Abcházie. - Společné prohlášení o navázání diplomatických vztahů mezi Abcházií a Tuvalu bylo podepsáno předsedy vlád obou států v září 2011 v Suchumi. - V listopadu 2011 Abcházie zaslala Tuvalu dodávku balené pitné vody v době jejího akutního nedostatku, distribuci zajišťoval Úřad OSN pro koordinaci humanitární pomoci. |
| Vanuatu                | - Vanuatu je pátým členským státem OSN, který uznal nezávislost Abcházie. - V květnu 2011 byly navázány diplomatické vztahy a podepsána smlouva o zavedení bezvízového styku mezi oběma státy. Dne 7. června 2011 vláda Vanuatu potvrdila uznání Abcházie. Téhož dne byla publikována kopie společného prohlášení o navázání diplomatických vztahů, podepsaného předsedy vlád obou států. - Dne 19. června 2011 nový prozatímní premiér Edward Natapei oznámil, že zrušil uznání Abcházie. Dne 26. června 2011 byl Sato Kilman znovu zvolen předsedou vlády a 12. července 2011 ministr zahraničí Vanuatu Alfred Carlot potvrdil uznání Abcházie. Dne 12. července 2011 velvyslanec Abcházie v asijsko-tichomořském regionu Juris Gulbis uvedl, že Abcházie a Vanuatu plánují podepsat rámcovou dohodu o spolupráci v oblasti kultury, obchodu a bankovnictví. Podle něj vláda Vanuatu dvakrát potvrdila navázání diplomatických styků s Abcházií a svůj záměr přispět k rozvoji přátelských vztahů mezi oběma státy. Dne 30. července 2011 ministr zahraničních věcí Abcházie poslal blahopřejný telegram při příležitosti oslav Dne nezávislosti Vanuatu. "Jsem velmi rád za pozitivní tendence ve vztazích mezi našimi zeměmi. Doufám, že náš vztah bude i nadále sílit a rozvíjet se". V srpnu 2011 vanuatská velvyslankyně Te Moli Venaos Mol Saken Goiset zaslala blahopřání Alexandru Ankvabovi ke zvolení prezidentem Abcházie. |
| Venezuela              | - Venezuela je třetím členským státem OSN, který uznal nezávislost Abcházie. Venezuela je po Rusku nejvýznamnější zastánce abchazské nezávislosti. - Oba státy podepsaly několik mezistátních smluv, mj. všeobecnou smlouvu o spolupráci a memorandum o porozumění v zavedení mechanismu politických konzultací. - V dubnu 2010 abchazská delegace v čele s ministrem zahraničí Maximem Gvindžijou navštívila Venezuelu. V červenci 2010 oficiálně navštívil Venezuelu abchazský prezident Sergej Bagapš. V listopadu 2011 byla ve venezuelském parlamentu založena parlamentní Skupina venezuelsko-abchazského přátelství. V prosinci 2011 se velvyslanec Abcházie ve Venezuele Zaur Gvadžava zúčastnil slavnostního zahájení vrcholné schůzky CELAC v Caracasu na základě pozvání venezuelským prezidentem. |

## Vztahy s krajany
Abchazská diaspora vznikla během Kavkazské války v letech 1817-1864, kdy z Abcházie odešla více než polovina obyvatel, především do Turecka a na Blízký východ. V Abcházii dle sčítání lidu z roku 2011 žije 241 tisíc obyvatel, z toho etnických Abcházců je 122 tisíc. V zahraničí však dle některých odhadů žije přes půl milionu etnických Abcházců.
Vztahy s diasporou jsou pro Abchazskou republiku důležité. Abchazská vláda se snaží vytvářet podmínky pro podnikání svých krajanů v Abcházii. Časté jsou kontakty mezi představiteli abchazského státu a členy diaspory. Abchazská delegace v čele s prezidentem Sergejem Bagapšem navštívila ve dnech 7.-10. dubna 2011 Turecko a setkala se s krajany v Istanbulu, Ankaře a dalších městech. V abchazském parlamentu byl k podpoře vztahů s krajany ustaven Výbor pro vztahy s krajany. Abcházie podporuje také repatriaci krajanů do své původní vlasti. K tomuto účelu byla zřízena Státní repatriační komise. Z Turecka se do Abcházie dosud vrátilo na 2 tisíce Abcházců.
Organizací abchazské diaspory v Turecku je Federace abchazských asociací (ABHAZFED). Abchazská diaspora je součástí širší abchazsko-čerkeské diaspory a celé severokavkazské diaspory. Tato diaspora dle některých odhadů čítá až 6 milionů osob. Významnou zastřešující organizací, sdružující na 60 krajanských sdružení, je Federace kavkazských asociací v Turecku (KAFFED). Severokavkazská diaspora je silným zastáncem abchazské nezávislosti. Dne 9. června 2011 zaslal prezident KAFFED Cihan Candemir otevřený dopis předsedovi vlády Vanuatu Sato Kilmanovi: "Jménem KAFFED v Turecku Vám vřele gratuluji k uznání nezávislosti Abchazské republiky Vanuatskou republikou. Uvědomujeme si, že to bylo těžké rozhodnutí a opravdu obdivujeme Vaši statečnost a odvahu při přijímání historického rozhodnutí, které dále posílilo nezávislost Abcházie."

## Dopravní spojení se zahraničím

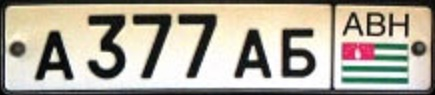
Registrační značka Abcházie

Cestování mezi Abcházií a zahraničím omezuje blokáda Abcházie ze strany Gruzie. Překračování abchazsko-gruzínské hranice je problematické, pro držitele abchazských či ruských pasů fakticky nemožné. Gruzie blokuje i mořskou hranici, a zadržuje v mezinárodních vodách plavidla plující z nebo do Abcházie. Pravidelná lodní doprava mezi Suchumi a tureckým Trabzonem tak dosud nebyla obnovena. Lodní doprava je od roku 2011 provozována mezi abchazskou Gagrou a ruským Soči. Pravidelné plavby jsou zajišťovány vysokorychlostními katamarány. Z mezinárodního letiště v Suchumi nejsou provozovány žádné civilní mezinárodní lety. Plánované letecké spojení mezi Suchumi a Moskvou dosud nebylo zahájeno.
Nejvýznamnější dopravní spojení Abcházie se zahraničím je pozemní spojení přes Rusko. V roce 2008 byl otevřen silniční přechod, 30. června 2011 bylo obnoveno železniční spojení do Soči, a od 29. července 2011 jsou vypravovány přímé vlakové spoje mezi Suchumi a Moskvou.
Další komplikací při cestách abchazských občanů do zahraničí mohou být abchazské řidičské průkazy a dále registrační značky vozidel či pojištění vozidel registrovaných v Abcházii. Mezinárodní poznávací značka používaná Abcházií je ABH. Jelikož nebyla Abcházii přidělena ze strany OSN, patří do skupiny neoficiálních značek.

## Poštovní a telefonické spojení se zahraničím

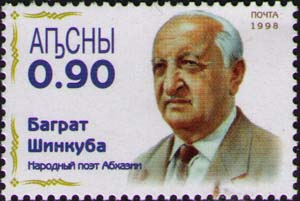
Poštovní známka Abcházie

Abchazská pošta zajišťuje poštovní služby na území Abchazské republiky. Od roku 1993 emituje abchazské poštovní známky. Abcházie není členem UPU, která abchazské poštovní známky neuznává. Poštovní zásilky opatřené abchazskými známkami lze zasílat pouze v rámci Abcházie, zásilky směřující mimo abchazské území musí být opatřeny ruskými známkami.
Pošta směřující do Abcházie musí být místo "Abcházie" označena "poštovní schránka č.1455, Soči, Rusko". V Soči Abchazská pošta 1x týdně poštovní zásilky vyzvedává a vozí do Abcházie, kde je následně rozváží adresátům.
Abcházie není členem ITU a nemá možnost přidělení vlastního mezinárodního směrového čísla. 28. září 2009 podepsaly Abcházie a Rusko memorandum o spolupráci v oblasti spojů. Na jeho základě Rusko poskytlo Abcházii svůj územní telefonní kód. Na ruský kód +7, dosud užívaný Ruskem, Kazachstánem a Jižní Osetií přešla Abcházie 15. listopadu 2009. Platnost gruzínského kódu +995 skončila 1. ledna 2010. Pevné telefonní linky v Abcházii mají nyní mezinárodní telefonní předvolbu +7 840, mobilní linky mají předvolbu +7 940.

## Zahraniční organizace v Abcházii
V Abcházii působí řada mezinárodních nevládních organizací a také agentury (rozvojové programy, fondy) OSN. Vzhledem k následkům vojenského konfliktu s Gruzií z let 1992-1993 a následné blokády se jedná především o humanitární organizace. K nejvýznamnějším organizacím oficiálně registrovaným v Abcházii patří následující:
- Dětský fond OSN (UNICEF)
  - Projekty prováděné UNICEF v Abcházii od roku 1993 jsou zaměřeny především na ochranu zdraví dětí. UNICEF poskytuje výcvik, odbornou kvalifikaci zdravotnických pracovníků pracujících s dětmi, pomoc se zabezpečením léků pro zdravotnická zařízení při léčbě dětí. UNICEF působí pod záštitou OSN a v úzkém kontaktu s Ministerstvem zdravotnictví Abcházie.
  - V prosinci 2011 se setkal ministr zahraničí Abcházie Vjačeslav Chirikba s představiteli UNICEF a poděkoval jim za dosavadní práci UNICEF v Abcházii.[66]

- HALO Trust
  - Od roku 1997 HALO Trust v Abcházii provádělo čištění minových polí. V listopadu 2011 bylo oznámeno, že po 14 letech práce HALO Trust dokončilo odstranění nášlapných min ze všech 336 známých minových polí v Abcházii.[67]

- Lékaři bez hranic (MSF)
  - V Abcházii působí od roku 1993. Nyní realizuje program zdravotní péče pro chudé lidi a programy pro boj proti tuberkulóze.

- Mezinárodní výbor Červeného kříže (ICRC)
  - V Abcházii působí od roku 1992.

- Norský výbor pro uprchlíky
  - Poskytuje pomoc uprchlíkům v post-konfliktních oblastech. V Abcházii uskutečňuje programy v oblasti vzdělávání, obnovy domů a škol. V Abcházii působí od roku 1998.

- Rozvojový program OSN (UNDP)
  - Projekty UNDP v Abcházii se zaměřují například na zajištění zdravotní péče a dodávky vody nebo na rekonstrukce malých zdravotnických center ve venkovských oblastech. V Abcházii působí od roku 1993.
  - V únoru 2011 na schůzce ministra zahraniční Abcházie Maxima Gvindžiji se zástupci OSN a UNDP byl ministrovi představen nový projektový manažer UNDP.[68]

- Světový potravinový program (WFP)
  - WFP pracuje v Abcházii od roku 2003 a realizuje projekty na podporu zemědělství a venkovské infrastruktury, na zabezpečení výživy ve školách a nemocnicích.

- Vysoký komisař OSN pro uprchlíky (UNHRC)
  - Tato agentura OSN v Abcházii poskytuje pomoc konfliktem postižené populaci, působí zde od roku 1993.

## Členství v mezinárodních organizacích
Abcházie je členem nevládní Organizace nezastoupených států a národů (UNPO) a členem mezivládního Společenství za demokracii a práva národů. Do dalších mezinárodních organizací se dosud Abcházii nepodařilo vstoupit.
| Organizace                                      | Kdo                 | Status           | Poznámky |
| ----------------------------------------------- | ------------------- | ---------------- | --- |
| Organizace nezastoupených států a národů (UNPO) | Abchazská republika | člen             | Abcházie vstoupila do UNPO 6. srpna 1991. Delegace UNPO monitorovala prezidentské volby v Abcházii v srpnu 2011. |
| Společenství neuznaných států                   | Abchazská republika | zakládající člen | Organizace byla založena 14. července 2006 v Suchumi. Dalšími členy organizace jsou Jižní Osetie a Podněstersko. |

## Členství v mezinárodních sportovních federacích
Abchazské sportovní federace dosáhly přijetí do mezinárodních federací v několika případech. Nejvýznamnější je přijetí do federací futsalu a domina. V takových případech abchazští sportovci oficiálně reprezentují Abcházii.
Vzhledem ke sporům o status Abcházie se do větších federacích vstoupit Abcházii dosud nepodařilo. Abchazští sportovci se pak mezinárodních soutěží účastní obvykle v rámci ruských týmů a formálně reprezentují Rusko. K nejvýznamnějším sportovcům, kteří nemohou oficiálně reprezentovat Abcházii, patří abchazský mistr světa v boxu David Aršba a vítěz Amerického poháru ve freestyle wrestlingu Denis Tsarguš. V Abcházii se hraje fotbalová liga, její týmy se nemohou kvalifikovat do evropských pohárových soutěží. V prosinci 2011 byla abchazská fotbalová reprezentace pozvána na turnaj v San Marinu.
| Federace                          | Členská organizace                  | Status            | Poznámky |
| --------------------------------- | ----------------------------------- | ----------------- | --- |
| Mezinárodní federace domino (FID) | Federace domino Abchazské republiky | člen od roku 2007 | Abchazští sportovci se pravidelně účastní mistrovství světa (MS). Na kongresu FID v Los Angeles bylo Abcházii přiděleno pořadatelství 8. MS. Gruzii se nepodařilo prosadit přeložení MS do jiného státu. Abcházie hostila 8. mistrovství světa v domino ve dnech 17.-21. října 2011. Mistrovství světa se odehrálo v Suchumi, zúčastnilo se ho 312 sportovců z 25 států světa včetně Španělska a USA. |
| Světová futsalová asociace (AMF)  | Abchazská federace futsalu          | člen              | |
| Evropská futsalová unie (UEFS)    | Abchazská federace futsalu          | člen              | Abchazská reprezentace se v dubnu 2010 účastnila mistrovství Evropy v Rusku. |
| Mezinárodní karate shotokan (IKS) | Abchazská federace karate shotokan  | člen              | Abchazský tým se v listopadu 2010 účastnil mistrovství světa v Mexiku. Abchazský karatista v těžké váze Abukhba Akhra obsadil druhé místo. |